# 1881 na ciência

## Eventos
- 8 de novembro - Em Paris, ocorreu o primeiro voo de um balão dirigível, Le Victoria, por Júlio César Ribeiro de Sousa.
- 25 de dezembro - primeiro voo no Brasil, em Belém, de um balão dirigível, Le Victoria, e o segundo voo do mundo por Júlio César Ribeiro de Sousa.

## Nascimentos
| Data          | Nome                    | Profissão                                       | Nacionalidade                         | Observações                                                                                 | Ref                           |
| ------------- | ----------------------- | ----------------------------------------------- | ------------------------------------- | ------------------------------------------------------------------------------------------- | ----------------------------- |
| 31 de janeiro | Irving Langmuir         | químico                                         | Estados Unidos                        | m. 1957 Nobel da Química 1932                                                               | [ 1 ]                         |
| 17 de março   | Walter Rudolf Hess      | fisiologista                                    | Suíça                                 | m. 1973 Nobel de Fisiologia ou Medicina 1949                                                | [ 2 ]                         |
| 23 de março   | Hermann Staudinger      | químico                                         | Império Alemão                        | m. 1965 Prêmio Nobel de Química de 1953                                                     | [ 1 ]                         |
| 1 de maio     | Teilhard de Chardin     | padre jesuíta, teólogo, filósofo e paleontólogo | Terceira República Francesa           | m. 1955                                                                                     |                               |
| 1 de julho    | Edward Battersby Bailey | geólogo                                         | Reino Unido da Grã-Bretanha e Irlanda | m. 1965 Medalha Bigsby 1923 Medalha Murchison 1935 Medalha Real 1943 Medalha Wollaston 1948 | [ 3 ] [ 4 ] [ 5 ] [ 6 ] [ 7 ] |

## Mortes
| Data           | Nome                          | Profissão                            | Nacionalidade                                                      | Observações                    | Ref   |
| -------------- | ----------------------------- | ------------------------------------ | ------------------------------------------------------------------ | ------------------------------ | ----- |
| 3 de fevereiro | John Gould                    | ornitólogo e naturalista             | Reino Unido da Grã-Bretanha e Irlanda                              | n. 1804                        |       |
| 6 de abril     | Philip de Malpas Grey Egerton | paleontólogo                         | Reino Unido da Grã-Bretanha e Irlanda                              | n. 1806 Medalha Wollaston 1873 | [ 7 ] |
| 5 de novembro  | Robert Mallet                 | geólogo, engenheiro civil e inventor | Reino Unido da Grã-Bretanha e Irlanda                              | n. 1810 Medalha Wollaston 1877 | [ 7 ] |
| 21 de novembro | Ami Boué                      | médico e geólogo                     | Sacro Império Romano-Germânico (Cidade Imperial Livre de Hamburgo) | n. 1794 Medalha Wollaston 1847 | [ 7 ] |

## Prémios
Medalha Bigsby
- Charles Barrois[4]

Medalha Copley
- Charles Adolphe Würtz[8]